# Syspasis rufina
Syspasis rufina là một loài tò vò trong họ Ichneumonidae.